# Ngọc Mỹ, Lập Thạch
Ngọc Mỹ là một xã thuộc huyện Lập Thạch, tỉnh Vĩnh Phúc, Việt Nam.
Xã có diện tích 15,53 km², dân số năm 2021 là 10.569 người, mật độ dân số đạt 650 người/km².